# Мостицька волость
Мостицька волость — історична адміністративно-територіальна одиниця Козелецького повіту Чернігівської губернії з центром у містечку Мостище.
Станом на 1885 рік складалася з 8 поселень, 22 сільських громад. Населення — 6553 осіб (3206 чоловічої статі та 3347 — жіночої), 1085 дворових господарства.
|                     | Площа, десятин | У тому числі орної, дес. |
| ------------------- | -------------- | ------------------------ |
| Сільських громад    | 6665           | 5696                     |
| Приватної власності | 7793           | 4067                     |
| Іншої власності     | 242            | 162                      |
| Загалом             | 14700          | 9925                     |

Основні поселення волості:
- Мостище — колишнє державне та власницьке село при річці Трубіж за 18 верст від повітового міста, 1105 осіб, 162 двори, православна церква, школа, постоялий будинок, винокурний завод, суконна фабрика, 3 вітряних млини.
- Макарівське — колишнє державне село при річці Бобровиця, 624 особи, 113 дворів, постоялий будинок.
- Марківці — колишнє державне та власницьке село, 1477 осіб, 248 дворів, православна церква, школа, трактир, постоялий будинок.
- Нічогівка — колишнє державне та власницьке село, 1133 особи, 181 двір, 2 православні церкви, постоялий двір, 2 постоялих будинки, вітряний млин.
- Рудьківка — колишнє державне та власницьке село при річці Бобровиця, 1809 осіб, 305 дворів, православна церква, школа, постоялий будинок, лавка, водяний і вітряний млини.

1899 року у волості налічувалось 14 сільських громад, населення зросло до 10724 осіб (5288 чоловічої статі та 5436 — жіночої).